# أوسكار سيما
أوسكار سيما (بالألمانية: Oskar Sima)‏ (و. 1896 – 1969 م) هو ممثل مسرحي، وممثل أفلام نمساوي، كان عضوًا في الحزب النازي، توفي عن عمر يناهز 73 عاماً، بسبب نوبة قلبية.

## جوائز
حصل على جوائز منها:

جائزة الفيلم الألماني ‏

## وصلات خارجية
- أوسكار سيما على موقع IMDb (الإنجليزية)
- أوسكار سيما على موقع مونزينجر (الألمانية)
- أوسكار سيما على موقع ألو سيني (الفرنسية)
- أوسكار سيما على موقع ميوزك برينز (الإنجليزية)
- أوسكار سيما على موقع أول موفي (الإنجليزية)
- أوسكار سيما على موقع قاعدة بيانات الأفلام السويدية (السويدية)
- أوسكار سيما على موقع ديسكوغز (الإنجليزية)
- أوسكار سيما على موقع قاعدة بيانات الفيلم (الإنجليزية)
- أوسكار سيما على موقع كينوبويسك (الروسية)